# 경찰 (1922년 영화)
경찰(Cops)은 미국에서 제작된 에드워드 F. 클라인 감독의 1922년 코미디, 범죄 영화이다. 버스터 키튼 등이 주연으로 출연하였고 조셉 M. 쉔크 등이 제작에 참여하였다.
1997년, 이 영화는 미국의 국립영화등기부의 보존물로 선정되었다.

## 출연

### 주연
- 버스터 키튼
- 조 로버츠
- 버지니아 폭스
- 에드워드 F. 클라인
- 스티브 머피

## 같이 보기
- 버스터 키턴의 작품 목록